# Выборы губернатора Санкт-Петербурга (2024)
Выборы губернатора проходили в Санкт-Петербурге 6—8 сентября 2024 года и завершились в единый день выборов. Губернатор избирался сроком на 5 лет.
На 1 июля 2024 года в Санкт-Петербурге было зарегистрировано 3 816 178 избирателей.
Санкт-Петербургская избирательная комиссия допустила к участию 4 кандидатов: это действовавший губернатор Александр Беглов от партии «Единая Россия», Максим Яковлев от партии ЛДПР, Павел Брагин от партии «Зелёные» и Сергей Малинкович от партии «Коммунисты России». Предвыборная кампания проходила в контролируемом режиме, и допущенные к выборам кандидаты оцениваются как «безопасные» для Беглова.
По итогам обработки 100 % бюллетеней результаты таковы: Беглов — 59,8 %, Яковлев — 18,3 %, Брагин — 11,8 %, Малинкович — 8,1 %. Хотя отрыв Беглова от конкурентов неоспорим, процент его поддержки оказался самым низким из действовавших губернаторов в регионах России.
Переизбранный на пост Александр Дмитриевич Беглов вступил в должность 18 сентября. В тот же день он переназначил В. И. Матвиенко своим представителем в Совет Федерации.
Параллельно с губернаторскими выборами в Санкт-Петербурге в те же дни проводились
муниципальные выборы. В округе № 18 (на территориях Кировского и Красносельского районов) также прошли выборы в Заксобрание в связи отказом действовавшего депутата от мандата.

## Предыстория
На губернаторских выборах 2019 года в Санкт-Петербурге победил Александр Беглов, с октября 2018 года исполнявший обязанности губернатора Петербурга после ушедшего в отставку по собственному желанию Георгия Полтавченко. На выборах 2019 года он баллотировался как независимый кандидат, несмотря на членство в партии «Единая Россия». СМИ и горожане отмечали карикатурность предвыборной кампании Беглова и плохую реализацию инициатив. Активисты и оппозиционные депутаты указывали на ограниченную конкуренцию и нелегитимность выборов.
На посту губернатора Александр Беглов также столкнулся с критикой из-за чрезмерно жёстких противоковидных мер, регулярных проблемах с уборкой снега и мусора в Санкт-Петербурге.
В начале февраля 2022 года с Бегловым не стал встречаться президент РФ Владимир Путин в ходе визита в Петербург. Летом 2022 года источники «Медузы» со ссылкой на итоги закрытых социологических опросов называли Беглова одним из самых непопулярных российских губернаторов. Сам Беглов заявлял, что против него развёрнута кампания дискредитации, за которой стоят «влиятельные люди». По данным «Медузы», это могли быть братья Юрий и Михаил Ковальчук, а также Евгений Пригожин.
В тот период всерьёз обсуждалась отставка Беглова, но ему удалось вернуть доверие администрации президента активной поддержкой вторжения в Украину и кампанией по восстановлению разрушенного Мариуполя, над которым Петербург «взял шефство». В апреле 2024 года во время встречи с Путиным губернатор Беглов объявил о своём намерении баллотироваться на второй срок и получил одобрение президента.

## Организация выборов
Санкт-Петербургская избирательная комиссия состоит из 14 членов с правом решающего голоса. Действующий состав сформирован в июне 2021 года на 5 лет (2022—2027). Половину назначил губернатор Санкт-Петербурга Александр Беглов, половину — депутаты законодательного собрания. Должность председателя с 5 июля 2022 года занимает Максим Мейксин, до этого работавший вице-губернатором Санкт-Петербурга.

###### Ключевые даты
- 30 мая депутаты законодательного собрания Санкт-Петербурга назначили выборы на единственно возможную дату — 8 сентября 2024 года; постановление подписал председатель заксобрания А. Н. Бельский;
  - 30 мая — официальная публикация решения о назначении выборов;
  - 31 мая — публикация избиркомом расчёта числа подписей, необходимых для регистрации кандидата (следующие 3 дня);
  - 31 мая избирком решил проводить голосование три дня подряд — 6, 7 и 8 сентября 2024 года;
- с 31 мая по 29 июня до 18:00 — выдвижение кандидатов (30 дней после дня официального опубликования решения о назначении выборов);
  - агитационный период начинается со дня выдвижения кандидата и прекращается за одни сутки до дня голосования;
- с 31 мая по 29 июня — период сбора подписей избирателей в поддержку самовыдвижения;
- с 19 июля по 30 июля до 18:00 — представление документов для регистрации кандидатов. К заявлениям должны прилагаться листы с подписями депутатов муниципальных образований (муниципальный фильтр);
- с 10 августа по 5 сентября — период агитации в СМИ;
- 6, 7, 8 сентября — дни голосования.

### Ограничения

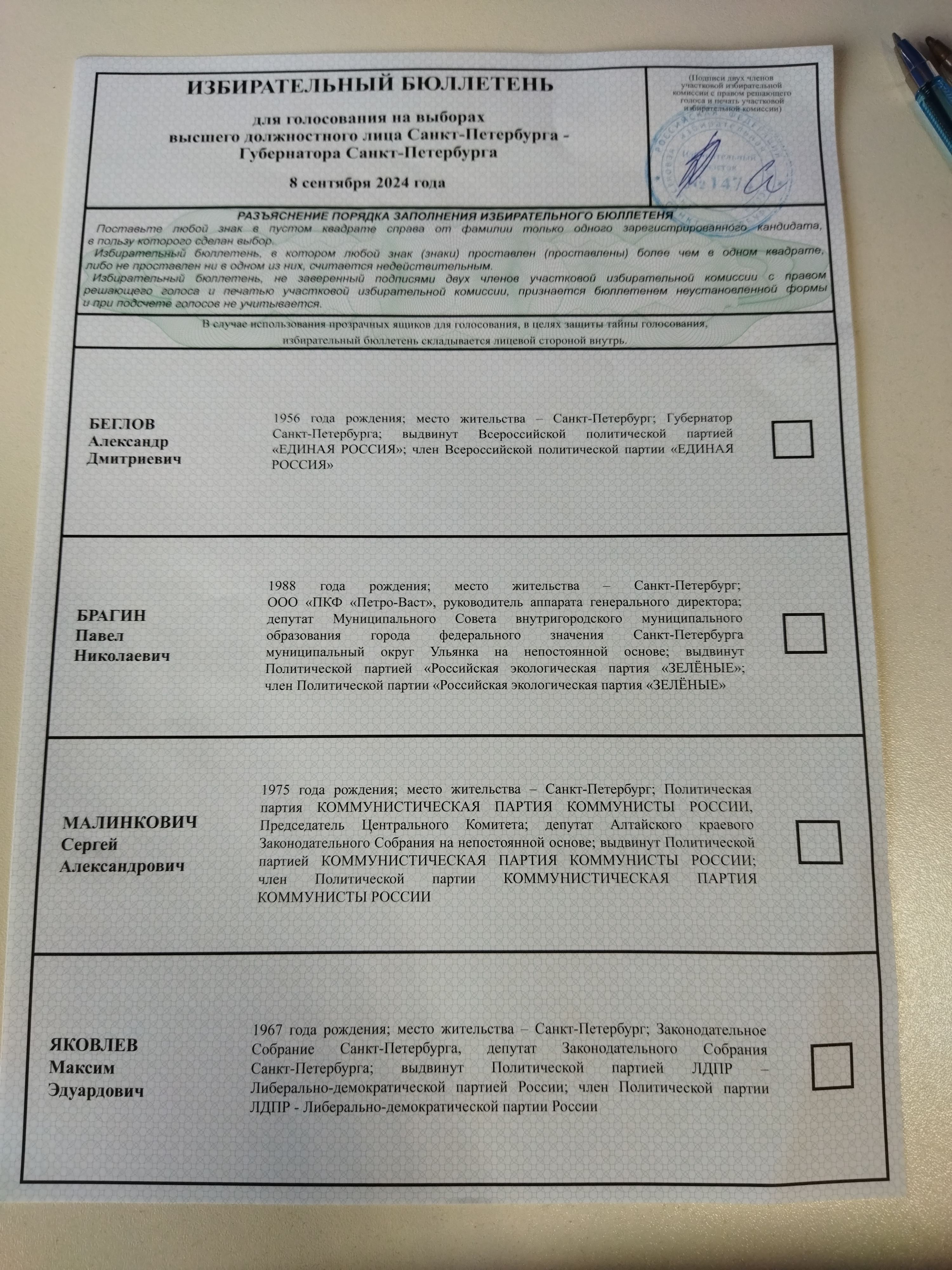
Избирательный бюллетень

Основным барьером для участия в губернаторских выборах в Санкт-Петербурге является муниципальный фильтр — кандидаты должны собрать минимум 10 % голосов муниципальных депутатов (155 депутатов из 83 муниципальных округов). Это самый большой показатель по всей стране, но снижать его петербургские депутаты в марте 2024 года отказались. Даже для тех, кто предоставил необходимое количество подписей, есть риск не попасть в бюллетень, если избирательная комиссия обнаружит несоответствия или фальсификации. Именно из-за муниципального фильтра от участия в выборах отказались партии «Новые люди» и «Справедливая Россия».
Беспартийным кандидатам для регистрации помимо муниципального фильтра нужно собрать ещё и более 70 тысяч подписей жителей. О своём намерении участвовать в губернаторских выборах одними из первых заявили глава партнёрства «МежРегионРазвитие» Владислав Воронков и директор социально-реабилитационного центра 36-летняя Лилия Судьина. Единственную публичную кампанию среди самовыдвиженцев вела только блокадница и активистка Людмила Васильева, позиционировавшая себя как кандидат «за мир», но и она отказалась от участия в гонке из-за нехватки подписей. На 28 июня документы на выдвижение в избирательную комиссию подали 22 кандидата.
«Новая газета» указывала, что потенциально сильных конкурентов Беглова намеренно отстранили от участия в выборах. Например, Бориса Вишневского внесли в список иноагентов 29 марта, что некоторые связывали с предстоящими выборами. Meduza сообщала, что администрация Санкт-Петербурга настаивала на выдвижении 77-летнего депутата Бориса Зверева от КПРФ вместо 42-летнего Романа Кононенко. В результате в парламентской фракции КПРФ произошёл раскол, а сама партия отказалась от участия в выборах.

## Кандидаты
Всего на выборы губернатора 2024 году выдвигались сразу 22 кандидата, из которых 9 — представители партий, 13 — самовыдвиженцы. К концу июня необходимые для регистрации документы предоставили 7 кандидатов: Александр Беглов от «Единой России», Максим Яковлев от ЛДПР, Павел Брагин от партии «Зелёные» и Сергей Малинкович от партии «Коммунисты России», Александр Абдин от «Российской партии свободы и справедливости», Мария Михайлова от партии «Родина», самовыдвиженец Алексей Ковалёв. После проверки подписей избирательной комиссией только первые четверо были допущены к выборам.
Изначально сообщалось, что предвыборной кампанией Александра Беглова занимались спикер Законодательного собрания, бывший вице-губернатор Петербурга по политике Александр Бельский, а также политтехнолог и вице-губернатор Псковской области Александр Серавин. Но позднее стало известно, что кампанию возглавлял заместитель главы Управления по вопросам мониторинга и анализа социальных процессов Борис Рапопорт, который был кремлёвским куратором прошлой кампании Беглова. Ему помогали экс-вице-губернатор Иркутской области Светлана Замарацкая и глава АНО «Диалог» Владимир Табак. Кампаниями остальных кандидатов, вероятно, занималась компания «Полилог».
| Кандидат | Кандидат                        | Деятельность/должность (на момент выдвижения) | Субъект выдвижения                        | Статус                                                 | Кандидаты в Совет Федерации |
| -------- | ------------------------------- | --- | ----------------------------------------- | ------------------------------------------------------ | --- |
|          | Александр Александрович Абдин   | главный врач ООО «Евромед Клиник» | РПСС                                      | отказ в регистрации                                    | — |
|          | Сергей Петрович Артёмов         | помощник заместителя руководителя дирекции корпоративных программ фонда «Росконгресс» | Партия прямой демократии                  | отказ в регистрации                                    | — |
|          | Александр Дмитриевич Беглов     | действующий губернатор Санкт-Петербурга | «Единая Россия»                           | зарегистрирован                                        | - Елена Лозко, чемпион мира по танцам на инвалидных колясках - Игорь Максимцев, ректор СПбГЭУ - Валентина Матвиенко, действующий сенатор от Санкт-Петербурга, председатель Совета Федерации |
|          | Павел Николаевич Брагин         | депутат Муниципального Совета внутригородского муниципального образования города федерального значения Санкт-Петербурга — муниципальный округ Ульянка | Российская экологическая партия «Зелёные» | зарегистрирован                                        | |
|          | Игорь Валерьевич Бучеров        | депутат совета депутатов муниципального образования «Токсовское городское поселение» Всеволожского муниципального района Ленинградской области, заместитель генерального директора ООО ХК «Электрокерамика»                                                                   | самовыдвижение                            | утратил статус выдвинутого кандидата                   | — |
|          | Людмила Николаевна Васильева    | пенсионерка, антивоенный активист | самовыдвижение                            | утратила статус выдвинутого кандидата                  | — |
|          | Александр Андреевич Виноградов  | индивидуальный предприниматель | самовыдвижение                            | утратил статус выдвинутого кандидата                   | — |
|          | Владислав Васильевич Воронков   | генеральный директор некоммерческого партнёрства предприятий жилищного комплекса «МежРегионРазвитие» | самовыдвижение                            | утратил статус выдвинутого кандидата                   | — |
|          | Иосиф Русланович Джагаев        | генеральный директор ООО «Инновация» | самовыдвижение                            | утратил статус выдвинутого кандидата                   | — |
|          | Борис Александрович Зверев      | заместитель председателя постоянной комиссии по городскому хозяйству и созданию комфортной городской среды Законодательного собрания Санкт-Петербурга | самовыдвижение                            | утратил статус выдвинутого кандидата                   | — |
|          | Светлана Владимировна Иванова   | индивидуальный предприниматель | «Партия прогресса»                        | утратила статус выдвинутого кандидата                  | — |
|          | Николай Владимирович Калинин    | пенсионер | самовыдвижение                            | утратил статус выдвинутого кандидата                   | — |
|          | Алексей Игоревич Ковалёв        | глава общественно полезного фонда сохранения исторических традиций «Новая история» | самовыдвижение                            | отказ в регистрации                                    | — |
|          | Роман Игоревич Кононенко        | депутат Законодательного собрания Санкт-Петербурга | КПРФ                                      | утратил статус выдвинутого кандидата                   | — |
|          | Максим Михайлович Конопляников  | генеральный директор ООО «ПКРФ» | самовыдвижение                            | утратил статус выдвинутого кандидата                   | — |
|          | Сергей Валентинович Кудрявцев   | начальник отдела кадров СПб ГБУ «Подростково-молодежный центр „Петроградский“» | самовыдвижение                            | утратил статус выдвинутого кандидата                   | — |
|          | Николай Алексеевич Кузнецов     | генеральный директор ОАО «Российская авиакомпания „ЭРЛЕН“» | самовыдвижение                            | утратил статус выдвинутого кандидата                   | — |
|          | Сергей Александрович Малинкович | председатель Центрального Комитета КП «Коммунисты России», депутат Алтайского краевого Законодательного собрания | «Коммунисты России»                       | зарегистрирован                                        | |
|          | Мария Александровна Михайлова   | генеральный директор АО «Корпорация „Информационно-финансовые технологии“» | «Родина»                                  | отказ в регистрации (присоединилась к команде Беглова) | — |
|          | Юрий Николаевич Новоторцев      | водитель СПб ГБУ «Центральное управление региональных дорог и благоустройства» | самовыдвижение                            | утратил статус выдвинутого кандидата                   | — |
|          | Лилия Сергеевна Судьина         | депутат Муниципального Совета внутригородского муниципального образования города федерального значения Санкт-Петербурга — муниципальный округ Ивановский, директор СПб ГБУ СОН «Социально-реабилитационный центр для несовершеннолетних Фрунзенского района Санкт-Петербурга» | самовыдвижение                            | утратила статус выдвинутого кандидата                  | — |
|          | Максим Эдуардович Яковлев       | депутат Законодательного собрания Санкт-Петербурга | ЛДПР                                      | зарегистрирован                                        | |

## Критика
Ряд СМИ указывал на постановочный характер выборов: источники изданий «Медуза» и «Вот так» утверждали, что противники Беглова назначались заранее. Основными стратегиями предположительно являлись сокращение явки, создание иллюзии альтернативных выборов при «абсолютно безопасных» кандидатах, повышение явки зависимых и лояльных избирателей. Источники изданий сообщали, что для этого сокращена агитация в городе — на каждого из кандидатов было допущено только 10 плакатов и десять агитационных пикетов. «Медуза» сообщала, что реальный рейтинг Беглова составляет 30-40 %, и политтехнологи надеялись добиться 60 % при явке в 20-30 %, состоящей в основном из лояльного власти электората. Согласно расследованию журналистов, заказчиком программ для кандидатов-статистов выступала администрация президента. Предположительно, это обошлось в 100 млн рублей.
При анализе результатов по нескольким десяткам участков — то есть относительно небольшой, но заметной доле — замечены подозрительные аномалии. Они касались, в основном, проведённых одновременно муниципальных выборов, однако некоторые странности отмечались и для выборов губернатора: так, издание «Фонтанка.ру» констатировало, что на всех участках № 310—319 процент отданных за Беглова голосов оказался идентичным с точностью до 0,1 %.

## Происшествия
7 сентября сообщалось о нескольких инцидентах: в Калининском районе у урны для голосования отвалилось дно (утраты бюллетеней не было), в Адмиралтейском районе на нескольких участках произошло отравление членов комиссий и охранников доставленными обедами, а в Василеостровском на одном из участков подозревались карусели, немедленно пресечённые. Представители партии СРЗП заявляли о фактах их недопуска для контроля за избирательным процессом.